# Jakmelk

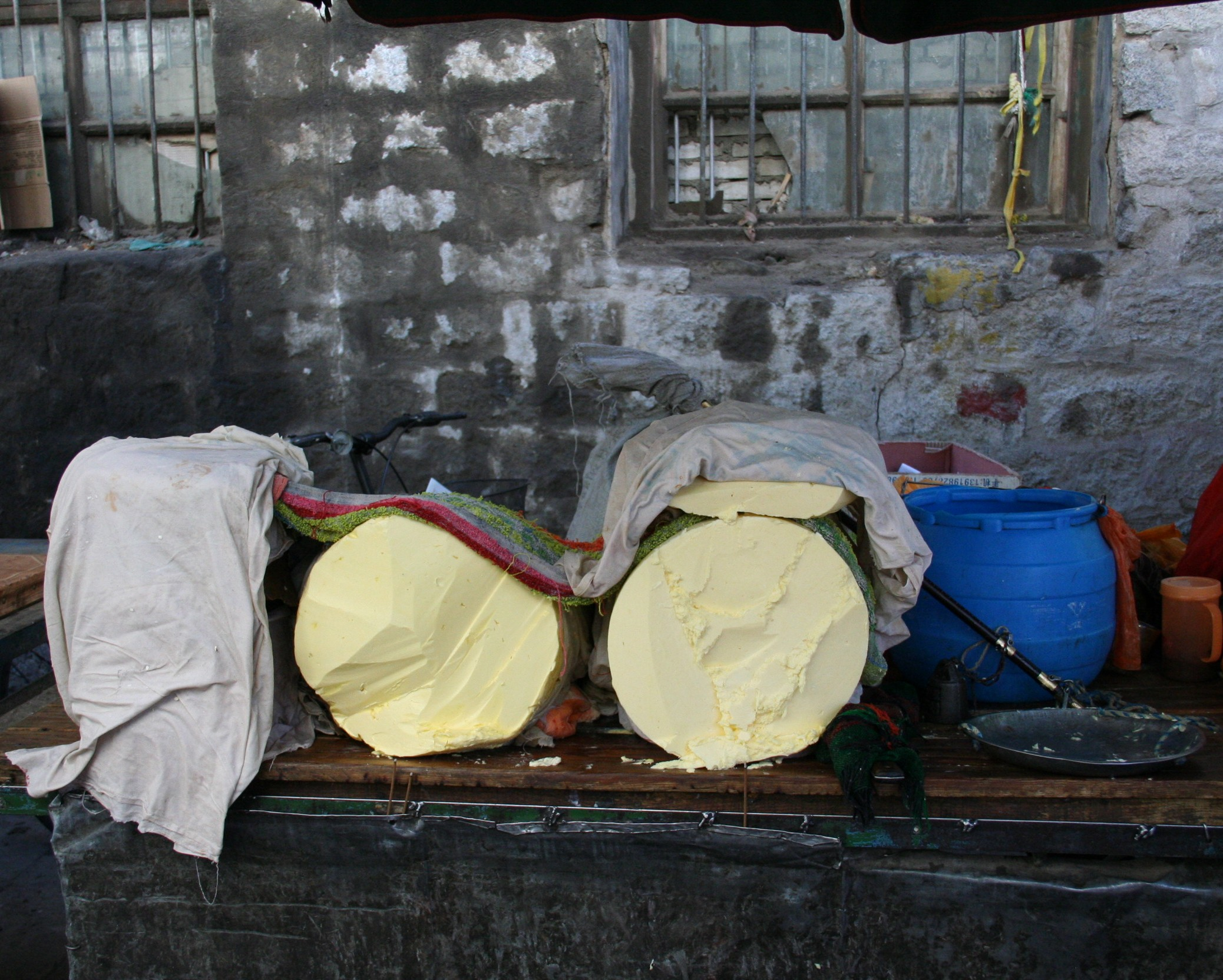
Jakboter

Jakmelk is de uiterst vette melk van de jakkoe (in het Tibetaans een dri of nak, een jak is de stier). Deze vetheid hangt samen met de lage temperaturen die heersen in de Himalaya.

## Jakboter
Jakboter is gekarnde room van jakmelk. Het is een erg zoute substantie, waarvan ook boterthee wordt gemaakt, met een koudewerend effect. In dit opzicht is het vergelijkbaar met bijvoorbeeld levertraan.